# Kahramanmaraş
Kahramanmaraş er en by i det sydlige Tyrkiet med 443.575(2012) indbyggere. Byen er hovedstad i en provins der også hedder Kahramanmaraş og er blandt andet kendt for produktion af tekstilvarer.
- Wikimedia Commons har flere filer relateret til Kahramanmaraş